# إيك شتورم
إيك شتورم (بالإنجليزية: Ike Sturm)‏ هو عازف جاز وملحن أمريكي، ولد في 29 يونيو 1978 في ويسكونسن في الولايات المتحدة.

## وصلات خارجية
- إيك شتورم على موقع ميوزك برينز (الإنجليزية)
- إيك شتورم على موقع ديسكوغز (الإنجليزية)